# 호산나 (영화)
호산나(HOSANNA)는 한국에서 제작된 나영길 감독의 2014년 드라마 영화이다. 지혜찬 등이 주연으로 출연하였다.
제15회 전주국제영화제, 제17회 서울국제청소년영화제에서 상영되었다.

## 출연

### 주연
- 지혜찬
- 박지환
- 형영선

## 제작진
- 프로듀서: 최수진
- 연출부: 전시형